# Кирил Набабкин
Кирил Анатолевич Набабкин е руски футболист. В продължение на 14 сезона играе като защитник за ПФК ЦСКА (Москва).

## Кариера
Започва кариерата си в „Москва“ през 2004 г., но не играе много често. Кирил става твърд титуляр чак през 2008 г.. След разпадането на „гражданите“ през 2010 преминава в ЦСКА със свободен трансфер. През първия си сезон изиграва 14 мача в първенството, 1 за купата на Русия и 6 в евротурнирите. През сезон 2011/12 играе значително по-често и печели място във втория национален отбор на Русия. На 1 юни 2012 г. дебютира за А отбора в мач с Италия. Също така участва на Евро 2012, но не записва нито един мач. През сезон 2012/13 изиграва 18 мача и печели шампионската титла и купата на Русия.
На 14 март 2015 г. вкарва първия си гол за ЦСКА. Това става в мач с Мордовия, спечелен от „армейците“ с 4:0. С напредването на възрастта Набабкин бива все по-често използван като централен защитник. През сезон 2017/18 помага на ЦСКА да достигне 1/4-финал в Лига Европа, а през 2023 г. епчели Купата на Русия.